# حساب ماليافين
في نظرية الاحتمالات والمجالات ذات الصلة، يعد حساب ماليافين مجموعة من الأساليب والأفكار الرياضية التي توسع المجال الرياضي لحساب المتغيرات من الدوال القطعية إلى العمليات العشوائية. على وجه الخصوص، يسمح بحساب مشتقات المتغيرات العشوائية. يُطلق على حساب ماليافين أيضًا حساب التفاضل والتكامل العشوائي للتغيرات. بدأ ماليافين أولاً حساب التفاضل والتكامل على مساحة أبعاد لا نهائية. بعد ذلك، أكمل المساهمون المهمون مثل كوسوكا وستروك وبسموت وواتانابي وشيجيكاوا وما إلى ذلك الأساسات أخيرًا.
تمت تسمية حساب ماليافين على اسم بول ماليافين الذي أدت أفكاره إلى إثبات أن حالة هورماندر تعني وجود وسلاسة كثافة لحل المعادلة التفاضلية العشوائية؛ اعتمد دليل هورماندر الأصلي على نظرية المعادلات التفاضلية الجزئية. تم تطبيق حساب التفاضل والتكامل على المعادلات التفاضلية الجزئية العشوائية أيضًا.
يسمح حساب التفاضل والتكامل بالتكامل بالأجزاء مع المتغيرات العشوائية؛ تُستخدم هذه العملية في الرياضيات المالية لحساب حساسيات المشتقات المالية. حساب التفاضل والتكامل له تطبيقات في، على سبيل المثال، العقد الاشتقاقي.